# Christiane von Termonde
Christiane von Termonde ist eine katholische Heilige. Ihr Leben ist nur durch den Kopisten Johannes Gielemans aus dem 15. Jahrhundert überliefert. Nach ihm lebte sie im 8. Jahrhundert in Flandern (Dickelvenne?) und war einzige Tochter eines englischen Königs. Durch die unsichere Quellenlage wird ihre Biographie als legendär angesehen.
Zusammen mit dem heiligen Bischof Hildeward soll sie in Dendermonde (französisch Termonde) in Ostflandern beigesetzt worden sein. Ihr Gedenktag ist der 26. Juli.